# Хименес, Кристиан
Кристиан Хименес (исп. Christian Giménez; род. 1 февраля 1981, Ресистенсия, Аргентина) — мексиканский футболист аргентинского происхождения, выступавший на позиции атакующего полузащитника в аргентинских и мексиканских клубах, а также в сборной Мексики.

## Биография

### Клубная карьера
С раннего детства Хименес играл в футбол на улице. В 1989 году скауты «Бока Хуниорс» заметили Кристиана и пригласили в молодёжную команду. Через 10 лет после окончания футбольной академии Хименес дебютировал в аргентинской Примере в матче против «Велес Сарсфилд». 6 сентября в поединке против «Уракана» он забил свой первый гол за клуб. С «Бокой» он трижды стал чемпионом Аргентины, а также дважды выиграл Кубок Либертадорес. Несмотря на все достижения Кристиан так и не стал основным футболистом команды.
В 2003 году он перешёл в «Унион Санта-Фе», где сразу же стал основным футболистом. По окончании сезона его клуб вылетел в первый дивизион и Хименес покинул клуб. Кристиан перешёл в «Индепендьенте», где также имел постоянное место в основе, но добиться таких же результатов, как в «Бока Хуниорс» не смог.
В июле 2004 года он переезжает в Мексику, где подписывает соглашение с клубом «Веракрус». 14 августа в матче против «Монтеррея» Кристиан дебютировал в мексиканской Примере. Спустя две недели Хименес забил свой дебютный мяч в поединке против «Монаркас Морелия».
В 2005 году Хименес по рекомендации своего бывшего партнера Куатемока Бланко перешёл в столичную «Америку». В своем первом же сезоне Кристиан забил три гола, несмотря на то, что в основном выходил на замену и помог «Америке» выиграть титул чемпиона.
Летом 2006 года Хименес перешёл в «Пачуку», где он провёл свой самый яркий отрезок карьеры. В составе новой команды Кристиан выиграл Клаусуру 2006 года, а также южноамериканский кубок, где в финальном противостоянии с чилийским «Коло-Коло» он забил решающий гол. В 2007 году Хименес выиграл Североамериканскую суперлигу и Кубок чемпионов КОНКАКАФ. В сезоне Клаусуры 2009 Федерация футбола Мексики выбрала Кристиана лучшим атакующим полузащитником. В общей сложности за «Пачуку» Хименес провел 169 встреч, забил 65 мячей и отдал 24 голевых передач.
В январе 2010 года Кристиан перешёл в «Крус Асуль». Сумма трансфера составила 5 млн долларов. 24 января в поединке против «УНАМ Пумас» он дебютировал за новую команду. 4 апреля в матче против «Керетаро» Хименес забил свой первый мяч за клуб, который оказался единственным во встрече. В своем первом сезоне Кристиан не показал свой прежней игры, за что был подвергнут критике и подумывал об уходе из «Крус Асуль», но в одном из первых матчей Клаусуры 2010 против «Хагуарес Чьяпас» он сделал хет-трик. После столь впечатляющего начала Хименес не сбавил оборотов и забил ещё 14 мячей проведя все матчи чемпионата в основном составе. В 2014 году он в четвёртый раз выиграл Лигу чемпионов КОНКАКАФ.
В 2018 году завершил профессиональную карьеру футболиста в «Пачуке». Начал учиться на тренера.

### Международная карьера
В 2009 году тренер сборной Аргентины Диего Марадона вызвал Хименеса для участия в матчах отборочного раунда Чемпионата Мира 2010 против команд Колумбии и Эквадора, но на поле Кристиан так и не вышел.
В июле 2013 года Хименес получил мексиканское гражданство и получил вызов в сборную Мексики. 15 августа 2013 года в товарищеском матче против сборной Кот-д’Ивуара Кристиан дебютировал за сборную Мексики.

## Достижения
Командные
- Чемпион Аргентины (3): Апертура 1998, Клаусура 1999, Апертура 2000
- Чемпион Мексики (2): Клаусура 2005, Клаусура 2007
- Обладатель Кубка Мексики (1): Клаусура 2013
- Обладатель трофея Чемпион чемпионов Мексики (1): 2005
- / Победитель Североамериканской суперлиги (1): 2007
- Победитель Лиги чемпионов КОНКАКАФ (4): 2006, 2007, 2008, 2013/14
- Обладатель Южноамериканского кубка (1): 2006
- Обладатель Кубка Либертадорес (2): 2000, 2001

Индивидуальные
- Лучший атакующий полузащитник чемпионата Мексики (1): Клаусура 2009
- Футболист года в Мексике (1): Клаусура 2009